# کولا (صربستان)
کولا (به صربی: Kula) یک منطقهٔ مسکونی در صربستان است که در استان خودمختار وویوودینا واقع شده‌است. کولا ۸۸ متر بالاتر از سطح دریا واقع شده‌است.